# Parafia św. Urszuli Ledóchowskiej w Gdańsku
Parafia pw. Świętej Urszuli Ledóchowskiej w Gdańsku – parafia rzymskokatolicka usytuowana w Gdańsku. Należy do dekanatu Gdańsk-Łostowice, który należy z kolei do archidiecezji gdańskiej.
Obecnym proboszczem parafii jest ks. Adam Kalina.

## Historia
- 17 marca 1985 – ustanowienie parafii